# فيو فورت

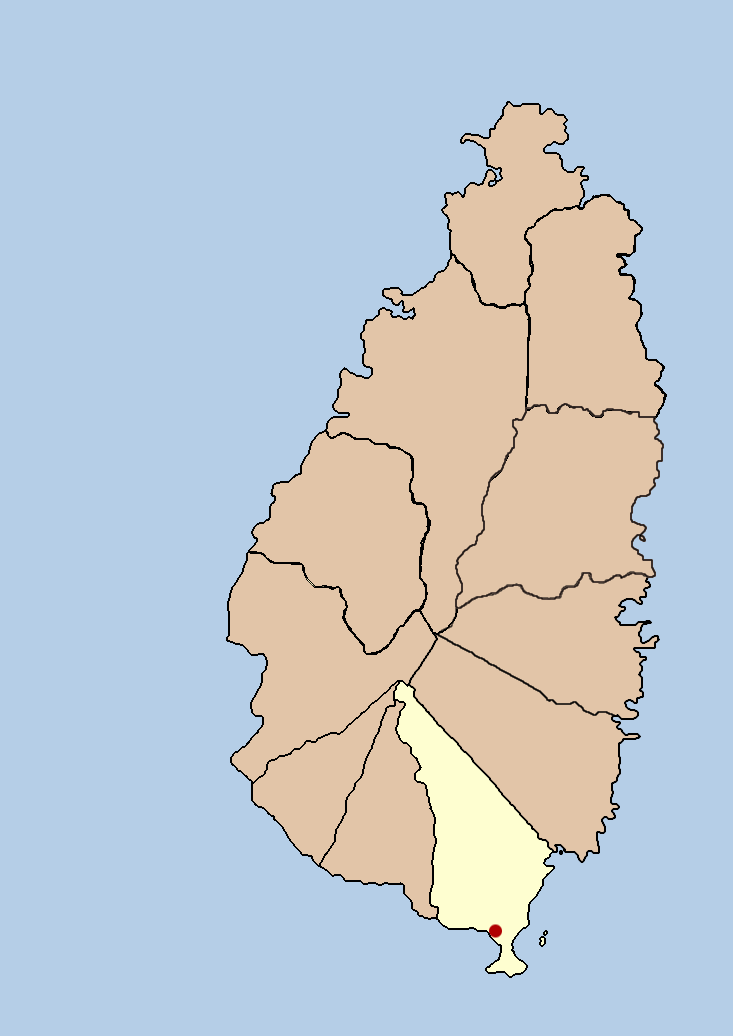

فيو فورت (بالإنجليزية: Vieux Fort)‏ مدينة تقع جنوب سانت لوسيا . تعتبر ثاني أكبر مدينة ويقع فيها مطار هيوانورا الدولي . كل يوم جمعة وسبت يقام سوق لبيع البضائع المحلية مثل البهارات ، الخضراوات ، و الفواكه كما يقع في المدينة أكبر سوق لبيع الأسماك .